# Championnat du Kirghizistan de football 1998
Navigation
Saison précédente Saison suivante
La saison 1998 du Championnat du Kirghizistan de football est la septième édition de la première division au Kirghizistan. Une nouvelle fois, la formule du championnat est modifiée, en raison du nombre important de clubs engagés cette saison. La compétition est scindée en deux phases :
- lors de la première phase, les vingt-et-une équipes sont réparties en deux poules géographiques (neuf équipes au Nord, douze au Sud). Les quatre premiers de chaque poule se qualifient pour la phase finale. De plus, les cinq premiers de la poule Nord et les six premiers de la poule Sud se maintiennent en première division, toutes les autres équipes sont reléguées.
- les huit équipes qualifiées pour la phase finale sont regroupées au sein d'une poule où elles s'affrontent deux fois, à domicile et à l'extérieur.

C'est le Dinamo Bichkek, tenant du titre, qui remporte à nouveau la compétition cette saison après avoir terminé en tête du classement final, avec cinq points d'avance sur le SKA-PVO Bichkek et huit sur le National Guard Bichkek. C'est le second titre de champion du Kirghizistan de l'histoire du club.

## Les clubs participants
- SKA-PVO Bichkek
- FC Alay Och
- Dordoï-Zhashtyk-SKIF Bichkek - Promu de D2
- FC Semetei Kyzyl-Kiya
- SKA-Alay Gulcha
- Dinamo Ala-Buka - Promu de D2
- Dinamo Kant - Promu de D2
- Zhashtyk Ak Altyn Kara-Suu
- National Guard Bichkek
- FK Nookat - Promu de D2
- CAG-Dinamo-MVD Bichkek
- FC Neftchi Kotchkor-Ata
- Dinamo Sokuluk - Promu de D2
- Dinamo Alamedin - Promu de D2
- Energetik Karakol - Promu de D2
- KVT Dinamo Kara-Balta
- Aldiyer Kurshab - Promu de D2
- FC Djalalabad
- Sverdlovskye ROVD SK Bichkek - Promu de D2
- Svetotekhnika Mailuu-Suu  - Promu de D2
- Bazar-Korgon Babur - Promu de D2

## Compétition
Le barème de points servant à établir le classement se décompose ainsi :
- Victoire : 3 points
- Match nul : 1 point
- Défaite : 0 point

### Première phase
| Rang | Équipe                                | Pts | J  | G  | N | P  | Bp | Bc | Diff |
| ---- | ------------------------------------- | --- | -- | -- | - | -- | -- | -- | ---- |
| 1    | SKA-PVO BichkekC                      | 36  | 14 | 11 | 3 | 0  | 40 | 8  | +32  |
| 2    | National Guard Bichkek                | 32  | 14 | 10 | 2 | 2  | 38 | 9  | +29  |
| 3    | CAG-Dinamo-MVD BichkekT               | 32  | 14 | 10 | 2 | 2  | 30 | 12 | +18  |
| 4    | Sverdlovskye ROVD SK BichkekP         | 23  | 14 | 7  | 2 | 5  | 19 | 17 | +2   |
| 5    | KVT Dinamo Kara-Balta                 | 18  | 14 | 6  | 0 | 8  | 19 | 36 | -17  |
| 6    | Dinamo AlamedinP                      | 14  | 14 | 4  | 2 | 8  | 19 | 23 | -4   |
| 7    | Dinamo SokulukP                       | 4   | 14 | 1  | 1 | 12 | 7  | 35 | -28  |
| 8    | Dinamo KantP                          | 2   | 14 | 0  | 2 | 12 | 3  | 35 | -32  |
| 9    | Dordoï-Zhashtyk-SKIF BichkekP forfait |     |    |    |   |    |    |    |      |

| Rang | Équipe                     | Pts | J  | G  | N | P  | Bp | Bc | Diff |
| ---- | -------------------------- | --- | -- | -- | - | -- | -- | -- | ---- |
| 1    | FC Semetei Kyzyl-Kiya      | 56  | 22 | 18 | 2 | 2  | 65 | 10 | +55  |
| 2    | FC Alay Och                | 49  | 22 | 15 | 4 | 3  | 57 | 18 | +39  |
| 3    | Dinamo Ala-BukaP           | 45  | 22 | 14 | 3 | 5  | 51 | 25 | +26  |
| 4    | FC Djalalabad              | 42  | 22 | 13 | 3 | 6  | 45 | 28 | +17  |
| 5    | Zhashtyk Ak Altyn Kara-Suu | 42  | 22 | 13 | 3 | 6  | 53 | 32 | +21  |
| 6    | Energetik KarakolP         | 33  | 22 | 9  | 6 | 7  | 31 | 31 | 0    |
| 7    | FK NookatP                 | 29  | 22 | 8  | 5 | 9  | 27 | 39 | -12  |
| 8    | SKA-Alay Gulcha            | 21  | 22 | 6  | 3 | 13 | 34 | 52 | -18  |
| 9    | Aldiyer KurshabP           | 21  | 22 | 6  | 3 | 13 | 29 | 42 | -13  |
| 10   | Svetotekhnika Mailuu-SuuP  | 15  | 22 | 4  | 3 | 15 | 27 | 64 | -37  |
| 11   | Bazar-Korgon-BaburP        | 13  | 22 | 4  | 1 | 17 | 21 | 59 | -38  |
| 12   | FC Neftchi Kotchkor-Ata    | 12  | 22 | 3  | 3 | 16 | 21 | 61 | -40  |

### Phase finale
| Rang | Équipe                        | Pts | J  | G  | N | P  | Bp | Bc | Diff |
| ---- | ----------------------------- | --- | -- | -- | - | -- | -- | -- | ---- |
| 1    | CAG-Dinamo-MVD BichkekT       | 36  | 14 | 11 | 3 | 0  | 35 | 8  | +27  |
| 2    | SKA-PVO BichkekC              | 31  | 14 | 9  | 4 | 1  | 36 | 5  | +31  |
| 3    | National Guard Bichkek        | 28  | 14 | 9  | 1 | 4  | 21 | 11 | +10  |
| 4    | FC Alay Och                   | 18  | 14 | 5  | 3 | 6  | 21 | 24 | -3   |
| 5    | Sverdlovskye ROVD SK BichkekP | 17  | 14 | 4  | 5 | 5  | 11 | 16 | -5   |
| 6    | Dinamo Ala-BukaP              | 11  | 14 | 3  | 2 | 9  | 8  | 28 | -20  |
| 7    | FC Semetei Kyzyl-Kiya         | 8   | 14 | 2  | 2 | 10 | 10 | 24 | -14  |
| 8    | FC Djalalabad                 | 8   | 14 | 2  | 2 | 10 | 9  | 35 | -26  |

|  | Qualification pour la Coupe d'Asie des clubs champions 1999-2000              |
|  | T : Tenant du titre C : Vainqueur de la Coupe du Kirghizistan P : Promu de D2 |

## Bilan de la saison
| Championnat du Kirghizistan de football 1998 |                                   |
| Champion                                     | CAG-Dinamo-MVD Bichkek (2e titre) |
| Coupes et trophées                           |                                   |
| Vainqueur de la Coupe du Kirghizistan 1998   | SKA-PVO Bichkek                   |
| Qualifications continentales                 |                                   |
| Coupe d'Asie des clubs champions 1999-2000   | CAG-Dinamo-MVD Bichkek            |
| Coupe des Coupes 1999-2000                   | Aucun                             |
| Promotions et relégations                    |                                   |
| Promus en Vysshaya Liga                      | Manas Talas                       |
| Relégués en Deuxième division                | 10 clubs                          |